# Лутајућа Земља
Лутајућа Земља (кин: 流浪地球) је први кинески високобуџетни научнофантастични филм. Филм је заснован на истоименом роману Лиа Цисина, кинеског писца научне фантастике. Ово је био други филм по гледаности у историји кинеске кинематографије, као и један од филмова са највећом зарадом у кинеској кинематографији.

## Радња
Радња филма је смештена у 2061. годину где је након открића да Сунце постаје црвени џин, и прети да за 100 година прогута Земљу, а за 300 и читав Сунчев систем, човечанство заувек напустило земљину површину и повукло се у подземне градове.
Владе најмоћнијих земаља света започињу са пројектом градње 10.000 потисника како би Земљу преместили у други систем најближе звезде Алфа Кентаури, удаљен 4,2 светлосне године.
Услед ограниченог броја места, становници подземних градова су бирани на насумичној лутрији, док су остали страдали у масовним катаклизмама које су настале као последица померања Земље из њене орбите. Површина планете је претворена у ледену пустош, са просечном температуром од -80 степени.
Седамнаест година након започињања премештања планете, она бива заробљена у орбити Јупитера, што пред човечанство ставља нови изазов.

## Дистрибуција
Филм је снимљен и дистрибуиран од стране државне компаније China Film Group. Премијерно је приказан 5. фебруара 2019. на Кинеску Нову годину.
Netflix је 2019. купио право за приказивање, и започео са стримовањем "Лутајуће Земље" на својој платформи.

## Реакције

#### Награде
Филм је до почетка 2021. освојио укупно 33 филмске награде, и имао 37 номинација.

#### Зарада
Филм је током 2019. остварио зараду од 699 милиона долара, што га по заради те године ставља на једанаесто место у свету.

#### Критике
Rotten Tomatoes је филму дао оцену 70% на основу 37 критика.
Ванг Јичуан, декан на Факултету уметности, при Универзитету у Пекингу, изјавио је да филм осликава кинеске колективистичке вредности попут повезаности појединца са породицом и својом земљом.

## Културно наслеђе
Кинески музеј науке и технологије је филм "Лутајућа Земља" уврстио у своју збирку, што је први пут да се један филм нашао у збирци овог музеја.

## Наставак
Наставак је филма је најављен за 2023. годину на званичном налогу филма "Лутајућа Земља" на друштвеним мрежама. Премијера наставка такође пада на Кинеску Нову годину.